# یکاترینا وینورادوا
یکاترینا وینورادوا (به انگلیسی: Yekaterina Vinogradova) (زادهٔ ۸ اکتبر ۱۹۸۰) شناگر اهل روسیه است.